# Мужская сборная Нидерландов по баскетболу
Мужская сборная Нидерландов по баскетболу представляет Нидерланды на международных соревнованиях. Баскетбольный союз Нидерландов — член ФИБА с 1946 года. Мужская сборная Нидерландов 16 раз участвовала в финальных турнирах чемпионата Европы, 1 раз — в финальном турнире чемпионата мира. В олимпийских турнирах сборная не принимала участия ни разу.
Наивысшим достижением команды на чемпионатах Европы является 4-е место в 1983 году.

## Результаты

### Чемпионаты Европы
- 1946 — 6-е место
- 1947 — 11-е место
- 1949 — 5-е место
- 1951 — 10-е место
- 1961 — 15-е место
- 1963 — 16-е место
- 1967 — 16-е место
- 1975 — 10-е место
- 1977 — 7-е место
- 1979 — 10-е место
- 1983 — 4-е место
- 1985 — 12-е место
- 1987 — 10-е место
- 1989 — 8-е место
- 2015 — 21-е место
- 2022 — 22-е место

### Чемпионаты мира
- 1986 — 14-е место

## Состав
| Перейти к шаблону «Состав сборной Нидерландов по баскетболу» | Состав сборной Нидерландов по баскетболу |  |

| Поз. | №  | Имя              | Дата рождения (возраст)   | Рост   | Клуб        |
| ---- | -- | ---------------- | ------------------------- | ------ | ----------- |
| АЗ   | 0  | Янник Франке     | 21 мая 1996 (29 лет)      | 190 см | Роттердам   |
| РЗ   | 5  | Леон Уильямс     | 25 июля 1991 (33 года)    | 189 см | Ден Босх    |
| З    | 6  | Ворти де Йонг    | 14 марта 1988 (37 лет)    | 194 см | Лейден      |
| З    | 7  | Харлон Клоф      | 20 марта 1990 (35 лет)    | 190 см | Истанбул ББ |
| ЛФ   | 9  | Мохамед Херрази  | 29 июня 1990 (35 лет)     | 200 см | Лейден      |
| ЛФ   | 10 | Ралф де Пагтер   | 22 июля 1989 (35 лет)     | 200 см | Ден Босх    |
| ЛФ   | 12 | Кес Акербом      | 20 декабря 1983 (41 год)  | 200 см | Ден Босх    |
| ТФ   | 13 | Руланд Схафтенар | 29 июля 1988 (36 лет)     | 211 см | Ретимно     |
| Ц    | 18 | Николас де Йонг  | 15 апреля 1988 (37 лет)   | 210 см | Шоле        |
| ТФ   | 21 | Робин Смеулдерс  | 19 июня 1987 (38 лет)     | 208 см | Ольденбург  |
| Ц    | 23 | Хенк Норел       | 17 сентября 1987 (37 лет) | 212 см | Сарагоса    |
| АЗ   | 44 | Арвин Слагтер    | 19 октября 1985 (39 лет)  | 192 см | Ден Босх    |